# O-fenilendiamina
La o-fenilendiamina (o-FDA) es un compuesto químico orgánico cuya fórmula molecular es C6H4(NH2)2. Esta diamina aromática actúa como un precursor clave en la síntesis de diversos compuestos heterocíclicos. La o-FDA es un compuesto de color blanco, aunque las muestras suelen oscurecerse como resultado de la oxidación causada por la exposición al aire. Es un isomérico que contiene m-fenilendiamina y p-fenilendiamina.

## Preparación
Comúnmente, el 2-nitroclorobenceno se trata con amoniaco para formar 2-nitroanilina, la cual se somete posteriormente a una reducción de sus nitroderivados:[4]   
ClC6H4NO2 + 2 NH3 → H2NC6H4NO2 + NH4Cl
H2NC6H4NO2 + 3 H2 → H2NC6H4NH2 + 2 H2O
En el laboratorio, la reducción de la nitroanilina se realiza utilizando polvo de zinc en etanol, y posteriormente la diamina se purifica en forma de  sal de clorhidrato. Las muestras impuras y oscuraspueden purificarse mediante el tratamiento de su solución acuosa con ditionito de sodio y carbón activado. 

## Reacciones y usos
La o-fenilendiamina se condensa con cetonas y aldehídos para generar una variedad de productos valiosos. Sus reacciones con ácidos fórmicos permiten la formación de bencimidazoles. Otros ácidos carboxílicos generan benzimidazoles 2-sustituidos. Los herbicidas benomilo y fuberidazol se preparan de esta manera. El tiofanato-metilo es otro herbicida que se produce de la o-fenilendiamina. La condensación con el etilxantato de potasio produce 2- mercaptobencimidazol. Con ácido nitroso, la o-fenilendiamina se condesa para producir benzotriazol, un material anticorrosivo. 
La síntesis de sus derivados junto con otros componentes puede producir 	bencimidazoles. 
La quinoxalinediona puede prepararse por medio de la condensación de la o-fenilendiamina con el oxalato de dimetilo. Los mercaptobencimidazoles se utilizan normalmente como antioxidantes en la producción de caucho, obtenidos por medio de la condensación de ésteres de xantato. La condensación de o-fenilendiamina sustituidas con dicetonas produce diversos productos farmacéuticos. 
La o-FDA es un ligando en química de coordinación. La oxidación de complejos de coordin ación de fenilendiamina produce derivados de diimina. Además, la o-FDA se condensa con aldehído salicílico para formar ligandos quelantes de base Schiff. 
Se ha demostrado también que ciertos derivados del o-fenilendiamina actúan como inhibidores de la corrosión de acero 304 en medio HCl/NaCl. 
La o-fenilendiamina se ocupa también para la creación de nuevos compuestos o productos gracias a sus propiedades, como lo ilustra Sergio Martínez. 
Un uso frecuente de sus derivados se puede encontrar en la producción de tintes para cabello.   
No hay que olvidar que desempeña un papel importante en la reducción de nitrocompuestos a aminas que es un paso esencial en lo que quizá sea la vía de síntesis más importante en la química aromática. 

## Seguridad
Con una DL50 de 44 mg/L (en agua), la o-fenilendiamina es aproximadamente 1000 veces menos tóxica que los para-isómeros. Las anilinas suelen manejarse como si fueran carcinógenas. Para muchas aplicaciones, la o-FDA ha sido reemplazada por alternativas más seguras, como el 3,3',5,5'-tetrametilbencidina. 
Existen también distintos riesgos sobre su uso industrial, pero también en su manejo e interacción. Estos se pueden encontrar en las normas propuestas por la DC Fine Chemicals. 